# Maleńki Jezu (album)
Maleńki Jezu − studyjny album z muzyką kolędową grupy Universe, reedycje pod zmienionym tytułem Gwiazdo z Betlejem.
Materiał pierwszy raz dostępny był na kasetach magnetofonowych w 1986. Władze państwowe nakazały, by na kasecie znajdował się napis: „Tylko do użytku wewnątrzkościelnego”. W wydaniu kaset zaangażowani byli księża z parafii św. Krzysztofa w Tychach. Materiał zarejestrowano w 1988 w studio Deorecordings w Wiśle Malince. W 1992 nagrano jeszcze trzy utwory: „Bądź dobry tak jak chleb”, „Jezus malusieńki” oraz „Maleńki Jezu”.
Wznowienia wydała piekarska firma Silverton pod zmienionym tytułem krążka Gwiazdo z Betlejem. Na nowszej wersji płyty dodano utwór „Gwiazdo z Betlejem”.

## Lista utworów
| 1.  | „Maleńki Jezu”                           | 3:09  |
|     | - Mirosław Breguła – śpiew               |       |
| 2.  | „Przychodzi Jezus na świat”              | 3:07  |
|     |                                          |       |
| 3.  | „Jezus malusieńki”                       | 2:00  |
|     |                                          |       |
| 4.  | „Zaśpiewajmy kolędę”                     | 3:17  |
|     |                                          |       |
| 5.  | „Choinek blask”                          | 2:32  |
|     |                                          |       |
| 6.  | „Kołysanka dla Jezusa”                   | 2:34  |
|     |                                          |       |
| 7.  | „Cicha noc”                              | 2:44  |
|     |                                          |       |
| 8.  | „Gdy zapada grudniowa noc”               | 3:15  |
|     |                                          |       |
| 9.  | „Dla nas”                                | 3:02  |
|     |                                          |       |
| 10. | „Lulajże, Jezuniu”                       | 2:37  |
|     |                                          |       |
| 11. | „Gdy śliczna Panna”                      | 2:36  |
|     |                                          |       |
| 12. | „Skarbie śpij”                           | 3:02  |
|     |                                          |       |
| 13. | „Bądź dobry tak jak chleb”               | 3:03  |
|     |                                          |       |
| 14. | „Maleńki Jezu”                           | 3:15  |
|     | - Henryk Czich, Mirosław Breguła – śpiew |       |
|     |                                          | 40:13 |
|     |                                          |       |

## Twórcy
- Mirosław Breguła – śpiew, gitara akustyczna
- Henryk Czich – śpiew, instrumenty klawiszowe
- Dariusz Boras – gitara
- Marcin Pospieszalski – gitara basowa
- Janusz Bogacki – perkusja
- Piotr Prońko – flet, saksofon